# تیلور (دهانه)
تیلور یک دهانه برخوردی در ماه‌ است.

## دهانه‌های اقماری
این دهانه ۶ دهانه اقماری دارد.
| Taylor | عرض جغرافیایی | طول جغرافیایی | قطر          |
| ------ | ------------- | ------------- | ------------ |
| A      | ۴.۲° S        | ۱۵.۴° E       | ۳۸.۰ کیلومتر |
| C      | ۵.۶° S        | ۱۴.۸° E       | ۵.۰ کیلومتر  |
| B      | ۴.۳° S        | ۱۴.۳° E       | ۲۹.۰ کیلومتر |
| E      | ۶.۰° S        | ۱۷.۱° E       | ۱۴.۰ کیلومتر |
| D      | ۵.۳° S        | ۱۵.۷° E       | ۸.۰ کیلومتر  |
| AB     | ۳.۱° S        | ۱۴.۶° E       | ۲۳.۰ کیلومتر |